# لی جونگ وون (بازیگر، زاده ۱۹۹۴)
لی جونگ وون (کره‌ای: 이종원؛ زادهٔ ۳۱ دسامبر ۱۹۹۴) بازیگر و مدل اهل کره جنوبی است. او بیشتر به خاطر ایفای نقش در مجموعه‌های تلویزیونی همچون خانواده غریبه من، اکس‌اکس و جاسوس‌هایی که عاشقم بودند شناخته می‌شود.

## فیلم‌شناسی

### فیلم
| سال  | عنوان          | نقش           | توضیحات    | منابع |
| ---- | -------------- | ------------- | ---------- | ----- |
| ۲۰۱۸ | پشیمانی        |               | فیلم مستقل |       |
| ۲۰۱۹ | بیسبال ما      | کیم کیونگ شیک |            | [ ۲ ] |
| ۲۰۱۹ | مسائل خانوادگی | سو وان        |            | [ ۳ ] |
| ۲۰۲۰ | رؤیای من       | نو جون سو     |            |       |

### مجموعه تلویزیونی
| سال  | عنوان                    | نقش           | توضیحات         | منابع  |
| ---- | ------------------------ | ------------- | --------------- | ------ |
| ۲۰۱۹ | چگونه ازت متنفر باشم     | گو اون ته     | درام دو قسمتی   | [ ۴ ]  |
| ۲۰۱۹ | مشکل سازان               | کیم جونگ وون  |                 | [ ۵ ]  |
| ۲۰۱۹ | آکادمی کشاورزی فصل ۲     | وو جین        | درام چهار قسمتی | [ ۶ ]  |
| ۲۰۲۰ | خانواده غریبه من         | آن هیو سوک    |                 | [ ۷ ]  |
| ۲۰۲۰ | در رؤیای تو              | نو جون سو     |                 | [ ۸ ]  |
| ۲۰۲۰ | بیست بیست                | جیدن          |                 | [ ۹ ]  |
| ۲۰۲۰ | جاسوس‌هایی که عاشقم بودند | تینکر         |                 | [ ۱۰ ] |
| ۲۰۲۱ | پلی‌لیست بیمارستان ۲      | کیم گون اون   |                 | [ ۱۱ ] |
| ۲۰۲۲ | قاشق طلایی               | هوانگ ته یونگ |                 | [ ۱۲ ] |
| ۲۰۲۴ | شکوفه شب                 | پارک سو هو    |                 | [ ۱۳ ] |
| ۲۰۲۴ | پاک‌کن خاطرهٔ بد           | لی سان        |                 | [ ۱۴ ] |
| ۲۰۲۴ | شکل‌گیری عشق              | یون مین جو    |                 | [ ۱۵ ] |

### مجموعه اینترنتی
| سال  | عنوان                    | نقش                  | توضیحات                        | منابع  |
| ---- | ------------------------ | -------------------- | ------------------------------ | ------ |
| ۲۰۱۸ | بسته‌ای به آینده          | پارک دونگ کی         | استودیو آن‌استایل               | [ ۱۶ ] |
| ۲۰۱۸ | برو، دفتر خاطرات         | دو جه هیون           |                                | [ ۱۷ ] |
| ۲۰۱۸ | با یک کیف ملاقات کردم    | جو وون               | دینگو چنل                      |        |
| ۲۰۱۸ | در کریسمس چکار می‌کنید؟   | جونگ ووک             |                                | [ ۱۸ ] |
| ۲۰۱۹ | دیشب کی رو بوسیدم        | هوانگ جی آن          |                                |        |
| ۲۰۱۹ | گاسترلا                  | جین سو               |                                | [ ۱۹ ] |
| ۲۰۱۹ | بیسبال ما                | کیم کیونگ شیک        | برای ساخت نسخهٔ فیلم به کار رفت | [ ۲۰ ] |
| ۲۰۱۹ | جال پا گین لاو           | کریس آن              | تی‌وی‌ان دی استودیو چنل          | [ ۲۱ ] |
| ۲۰۲۰ | اکس‌اکس                   | وانگ جونگ دون / جیدن |                                | [ ۲۲ ] |
| ۲۰۲۰ | آمانزا                   | پارک دونگ یون        |                                | [ ۲۳ ] |
| ۲۰۲۰ | ماجراهای پرستار مدرسه    | دانش آموز            |                                | [ ۲۴ ] |
| ۲۰۲۰ | The Actors I Love Series | راوی                 |                                | [ ۲۵ ] |

### موزیک ویدئو
| سال  | نام آهنگ                                 | آرتیست                              | منابع         |
| ---- | ---------------------------------------- | ----------------------------------- | ------------- |
| ۲۰۱۸ | «تنها برای گوش‌هایت» (For Your Ears Only) | لی سونگ هوان (با همکاری استلا جانگ) | [ ۲۶ ]        |
| ۲۰۱۸ | «بزرگراه عشق» (Luv Highway)              | آیدی                                | [ ۲۷ ]        |
| ۲۰۲۱ | «ماه توت‌فرنگی» (Strawberry Moon)         | آی‌یو                                | [ ۲۸ ] [ ۲۹ ] |

## جوایز و نامزدی‌ها
| مراسم جوایز         | سال  | دسته                      | نامزد / اثر | نتیجه | منابع  |
| ------------------- | ---- | ------------------------- | ----------- | ----- | ------ |
| جوایز درامای ام‌بی‌سی | ۲۰۲۲ | بهترین بازیگر تازه‌کار مرد | قاشق طلایی  | برنده | [ ۳۰ ] |